# Тауншиц
Тауншиц — вулкан, расположенный к юго-западу от Кроноцкого озера, на полуострове Камчатка, Россия.

## Описание
Форма вулкана представляет собой обособленный конус. В географическом плане вулканическое сооружение имеет площадь — 11 км².
Абсолютная высота — 2353 м, относительная: над окружающими его плато в 1100—1200 м.
Деятельность вулкана относится к голоценовому периоду. Около 8500 лет назад на вулкане произошло катастрофическое извержение с обрушением склона конуса и формированием вершинного кратера 1,5 км в диаметре. Последнее извержение, имело место около 2400 лет назад. Вулкан входит в группу центрального участка Восточно-Камчатского вулканического пояса.
Вулкан Тауншиц — один из трех вулканов Камчатки для которых характерны извержения типа направленного взрыва с разрушением вулканической постройки.
Впервые был обследован К. Дитмаром в 1855 году и был назван как Таунзиц. Название в переводе с ительменского Тауншиць — «гора на плече»

## Фотогалерея
- Тауншиц
- Вулкан Тауншиц
- Склоны Тауншица